# Zabójca (komiks)
Zabójca (fr. Le Tueur) – francuska seria komiksowa autorstwa scenarzysty Alexisa Nolenta, tworzącego pod pseudonimem Matz, i rysownika Luka Jacamona, ukazująca się od 1998 nakładem wydawnictwa Casterman. Po polsku pięć pierwszych tomów opublikowało wydawnictwo Taurus Media.

## Fabuła
Seria opowiada o płatnym, bezimiennym Zabójcy. Gdy na jego trop wpada paryski policjant, Zabójca ucieka do Wenezueli. Tam wpada w ręce tajemniczego biznesmena Mariano Schlossa i kolumbijskiego kartelu narkotykowego, na zlecenie którego jest zmuszony dokonywać kolejnych zabójstw.
Seria charakteryzuje się nieśpiesznym tempem. Jest niemal pozbawiona dialogów, a większość narracji opowiedziana jest w formie monologów Zabójcy.

## Tomy
| Tom                          | Tytuł i rok wydania polskiego | Tytuł i rok wydania oryginalnego  |
| Cykl pierwszy                | Cykl pierwszy                 | Cykl pierwszy                     |
| ---------------------------- | ----------------------------- | --------------------------------- |
| 1                            | Niewypał (2011)               | Long feu, 1998)                   |
| 2                            | Machina śmierci (2012)        | L'Engrenage (2000)                |
| 3                            | Dług (2012)                   | La Dette (2001)                   |
| 4                            | Więzy krwi (2013)             | Les Liens du sang (2002)          |
| 5                            | Śmierć w duszy (2014)         | La Mort dans l’âme (2003)         |
| 6                            |                               | Modus vivendi (2007)              |
| 7                            |                               | Le Commun des mortels (2009)      |
| 8                            |                               | L'Ordre naturel des choses (2010) |
| 9                            |                               | Concurrence déloyale (2011)       |
| 10                           |                               | Le Coeur à l'ouvrage (2012)       |
| 11                           |                               | La suite dans les idées (2013)    |
| 12                           |                               | La main qui nourrit (2013)        |
| 13                           |                               | Lignes de fuite (2014)            |
| Cykl czwarty Affaires d'État |                               |                                   |
| 1                            |                               | Traitement négatif (2020)         |
| 2                            |                               | Circuit court (2020)              |
| 3                            |                               | Variable d'ajustement (2021)      |
| 4                            |                               | Frères humains (2022)             |
| 5                            |                               | La face cachée de l'abîme (2023)  |
| 6                            |                               | Rigor mortis (2024)               |

## Opinie
Zabójca został pozytywnie przyjęty przez krytykę. Amerykańskie wydanie otrzymało w 2008 i 2011 nominację do Nagrody Eisnera za najlepszy komiks zagraniczny.

## Adaptacja filmowa
W lutym 2021 r. ogłoszono, iż reżyser David Fincher zrealizuje adaptację Zabójcy dla platformy Netflix; według scenariusza Andrew Kevina Walkera oraz z Michaelem Fassbenderem w roli głównej.